# Basilique Saint-Castor
La Basilique Saint-Castor (St. Kastor ou Kastorkirche en allemand) est la plus ancienne église de Coblence. Dédiée à Castor de Karden, elle est située derrière le Deutsches Eck. Sur le parvis de la basilique, se trouve la fontaine de Castor de l'époque napoléonienne.
L'église a pour souche le sanctuaire où fut célébrée la conclusion du traité de Verdun, établissant le partage de l'Empire de Charlemagne. Depuis 2002, la basilique Saint-Castor fait partie du patrimoine mondial de l'UNESCO de la moyenne vallée du Rhin, et est de plus un patrimoine protégé par la Convention de La Haye. 

## Histoire
Les premiers vestiges présents sur le site datent de la préhistoire, avant que les romains n'y installent un camp, ce dont témoigne un fossé antique découvert en novembre 2008. Après l'abandon de ce camp, au Ier siècle, un temple gallo-romain est érigé au niveau du chœur de l'église actuelle, avant d'être détruit au IVe siècle, et remplacé par un cimetière au VIIe siècle. Le premier bâtiment de la basilique est construit entre 817 et 836, par l'archevêque de Trèves, Hetton, soutenu par l'empereur Louis le Pieux. Elle est consacrée le 12 novembre 836. Les reliques de Saint Castor, saint patron de la ville, sont apportées dans le nouvel édifice. 
Cette première église faisait la taille de la nef actuelle, avec l'entrée à l'Ouest, un transept et l'abside semi-circulaire à l'Est. Elle est intimement liée à l'histoire de l'Empire, car c'est là que sont signés le traité de Verdun, puis la paix de Coblence (en 860). Néanmoins, avec l'invasion normande de 882, elle est détruite mais rapidement reconstruite. Lors de travaux au XIe siècle, le porche ouest est agrandi avec la mise en place des deux tours. Vers 1160, de nouveaux travaux donnent à l'édifice sa forme actuelle, avec la construction d'un chœur en trois parties avec une abside centrale, flanqué de deux tours élancées en contrepartie des tours ouest. 
En octobre 1198, lors du conflit entre l'empereur Otton IV et Philippe de Souabe, l'église est endommagée, ce qui amène les autorités religieuses à la restaurer, en remplaçant au passage l'ancienne nef. Elle est alors consacrée le 27 juillet 1208, par l'archevêque Jean Ier. Au milieu du XIIIe siècle, les fortifications de Coblence englobent aussi la basilique. En 1338, elle accueille de nouveau un important accord diplomatique entre l'empereur Louis IV et le roi anglais Édouard III.
Entre 1496 et 1499, la basilique subit les derniers remaniements majeurs, avec le changement du plafond de la nef, qui devient une voûte gothique nervurée. Lorsque les Français envahissent la région en 1802, ils sécularisent la plupart des abbayes, tel que l'église Saint-Castor, qui était jusque là un monastère collégial, et devient dès lors une simple église paroissiale. Une grande restauration est entamée en 1848, sous la direction de Jean-Claude de Lassaulx et l'intervention de Joseph Anton Settegast. Le portail de style classique est remplacé par un de style roman, et l'ensemble du mobilier baroque est supprimé. De nouvelles restaurations intérieures sont entreprises en 1928.
Le 6 novembre 1944, la basilique est lourdement endommagée par un raid aérien américain, puis en mars 1945, lors de la libération de la ville. L'orgue et les vitraux ont alors été pulvérisés. L'ensemble du bâtiment est restauré dans la seconde moitié du XXe siècle. Le 30 juillet 1991, le pape Jean-Paul II a élevé la basilique au rang de basilique mineure. Cette église est un édifice roman assez rare car entièrement préservée.  Depuis 2002, la basilique Saint-Castor fait partie du patrimoine mondial de l'UNESCO de la moyenne vallée du Rhin, de plus elle est un patrimoine protégé par la Convention de La Haye.

## Architecture

### Extérieur
La basilique Saint-Castor est un édifice voûté à trois nefs avec une façade à deux tours, un chœur et une abside, cette dernière étant flanquée de deux tours plus petites. L'ensemble des tours est structuré de pilastres avec des toits en diamant. Le choeur est orienté à l'Est, en direction du Rhin. Tous les toits sont recouverts d'ardoise.

Le long d'un mur de la cour fleurie, au Nord, de nombreuses dalles funéraires sont présentées. Elles se trouvaient dans l'ancien cimetière du VIIe siècle.

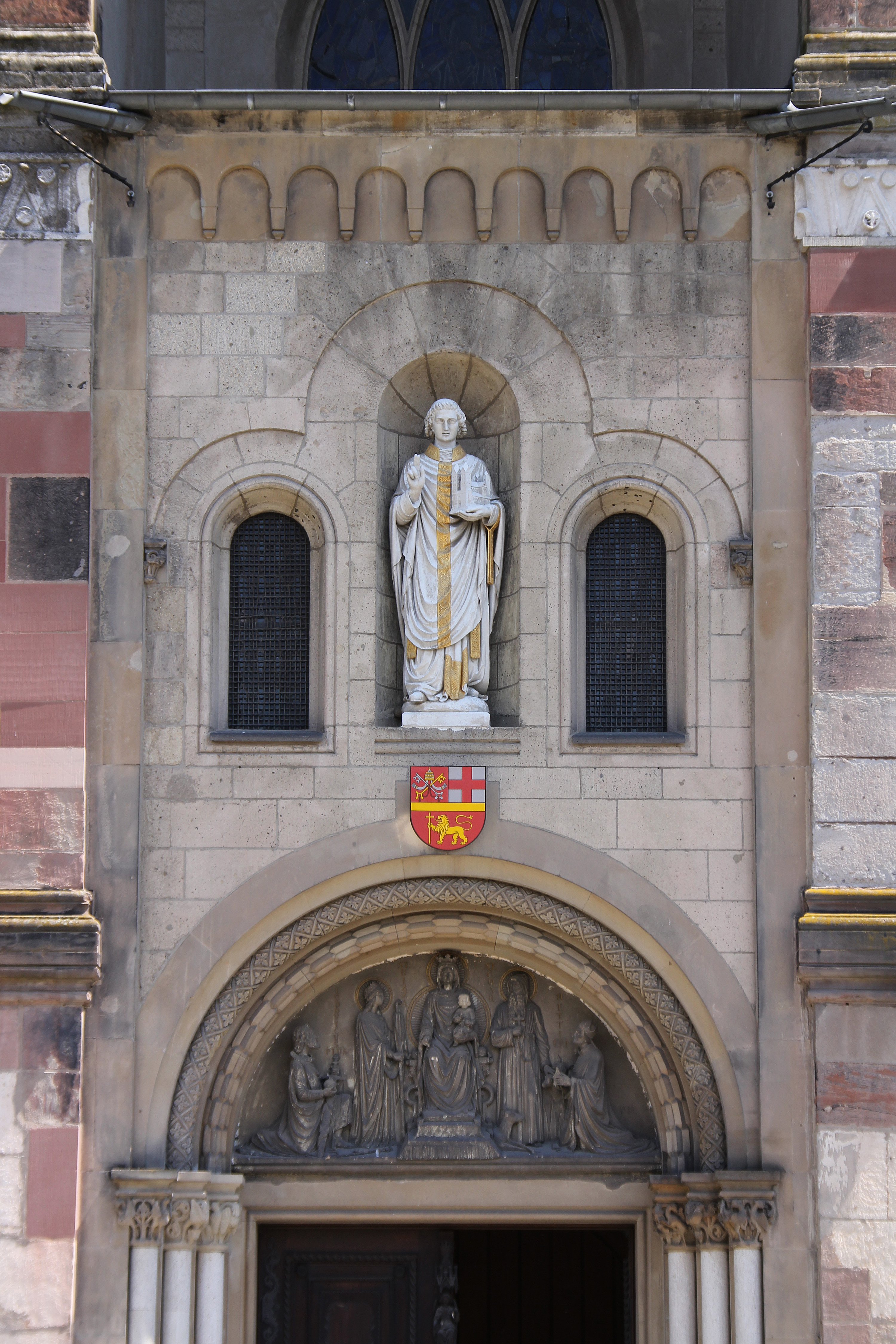
Le portail principal, surmonté d'une statue de Castor de Karden
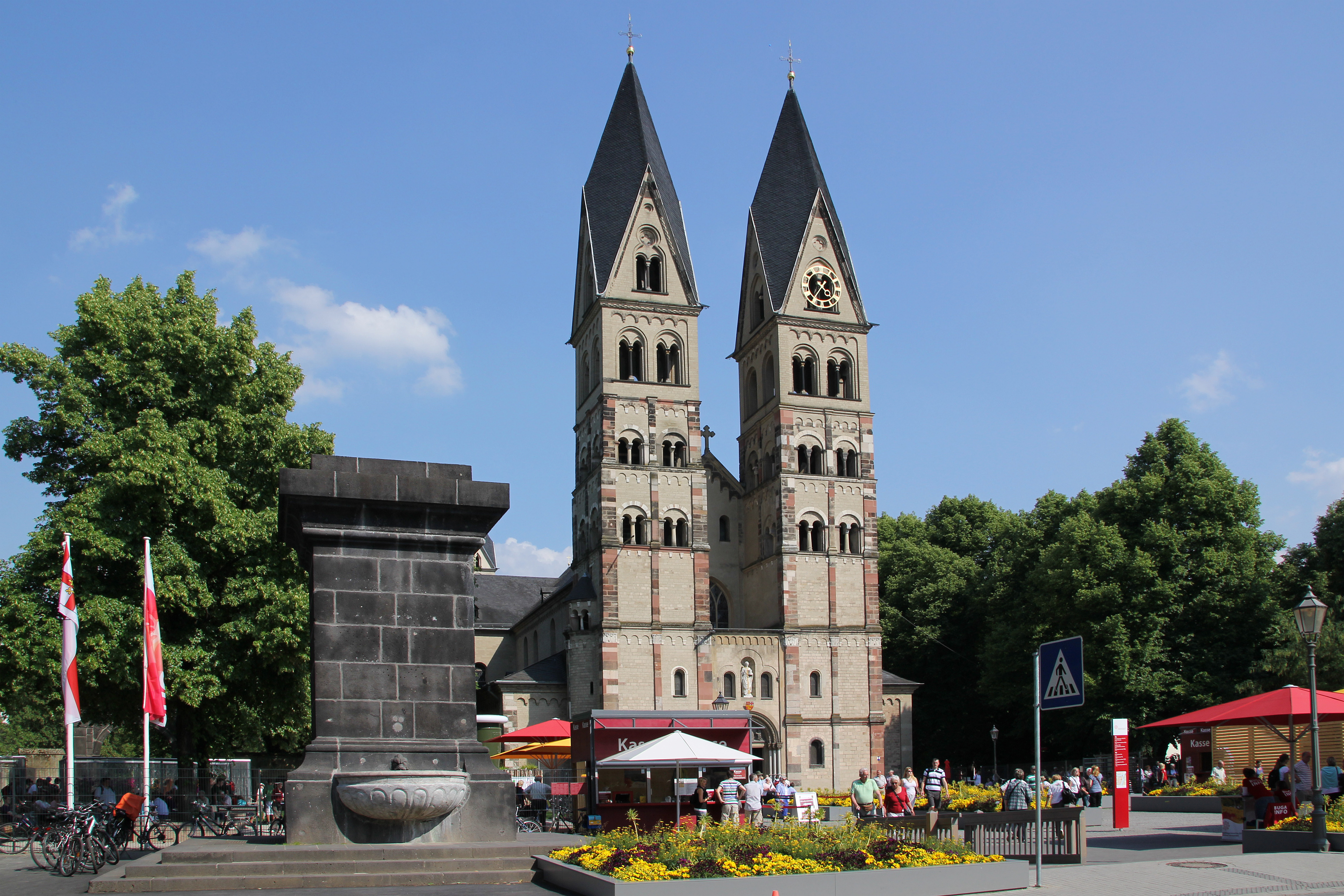
Vue de face, avec la fontaine au premier plan
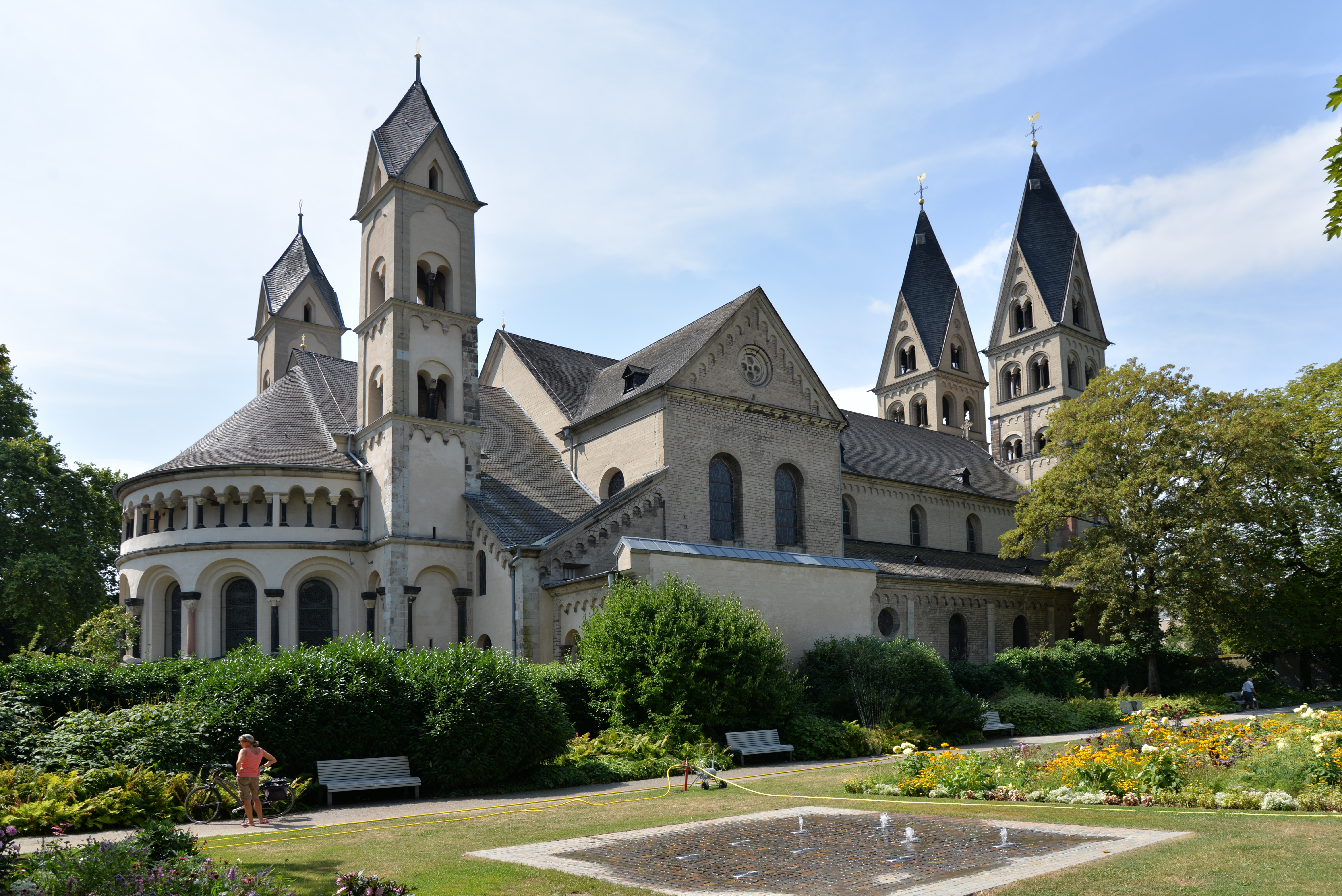
Vue d'ensemble
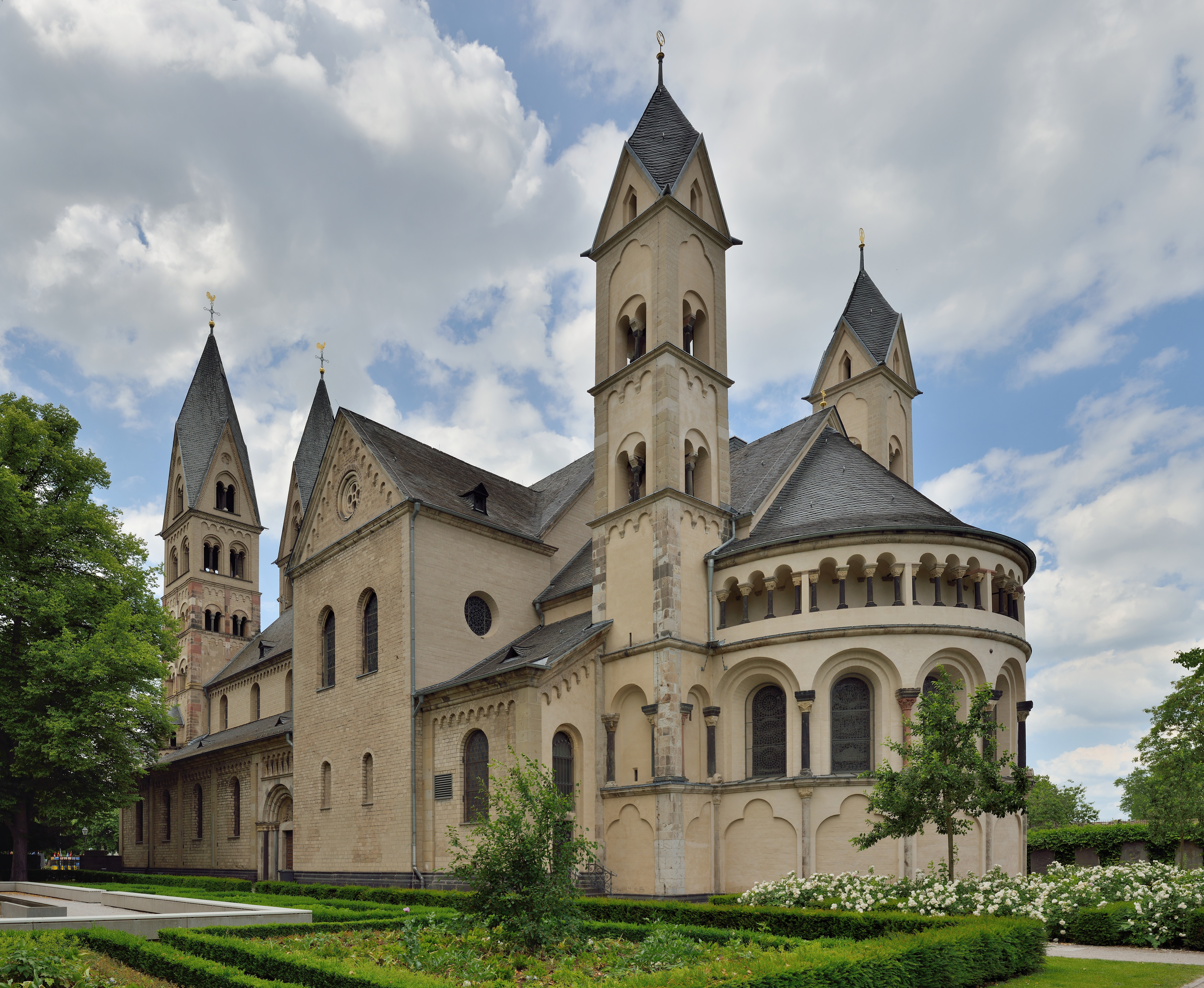
Vue d'ensemble opposée

### Intérieur
L'intérieur de la basilique est irrégulier, à cause des phases de construction successives. La nef est caractérisée par des piliers en demi-colonne, reliés par des arcs en escalier. Sa voûte possède la particularité d'être étoilée.

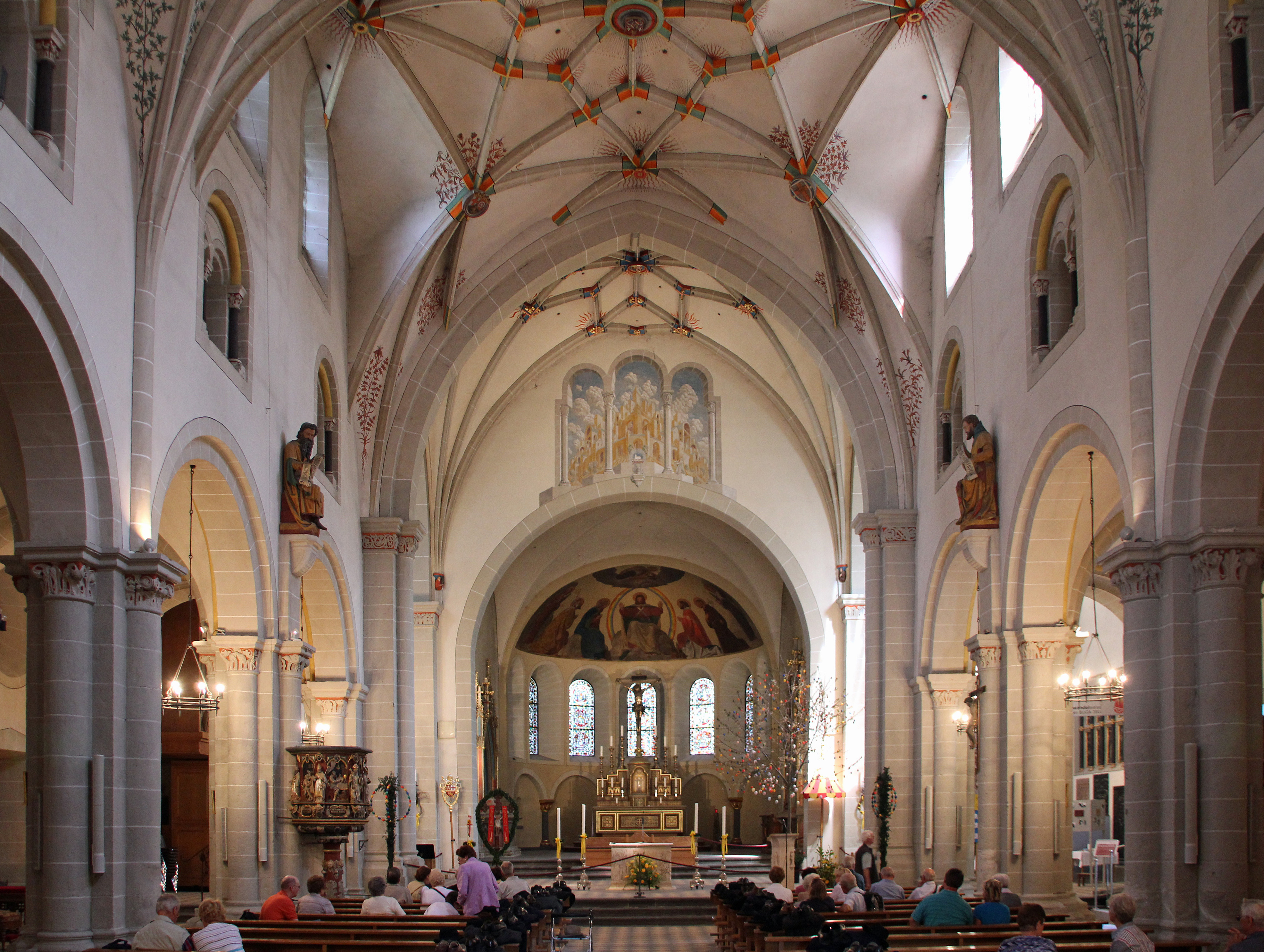
Vue générale de l'intérieur
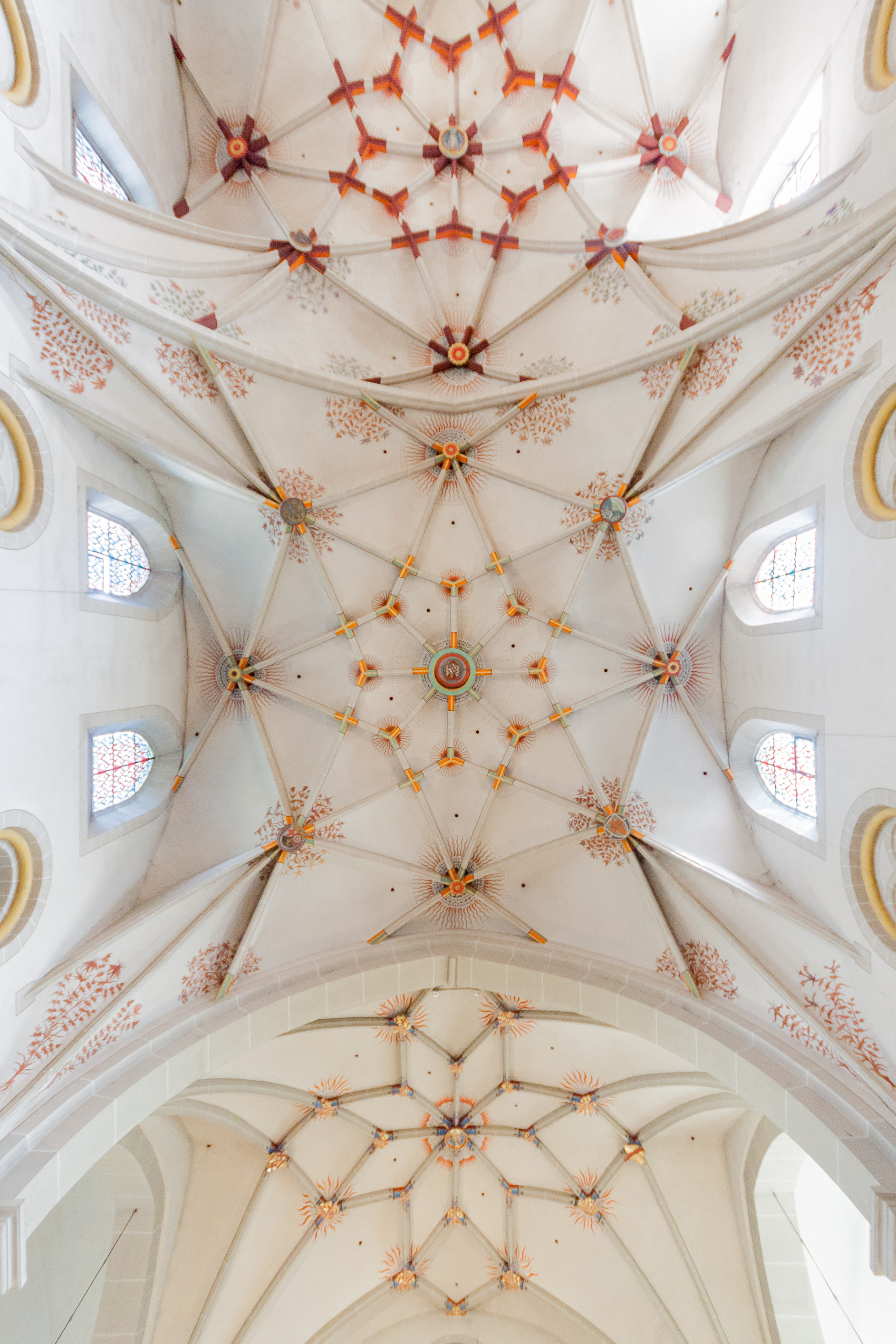
Le plafond étoilé de la nef
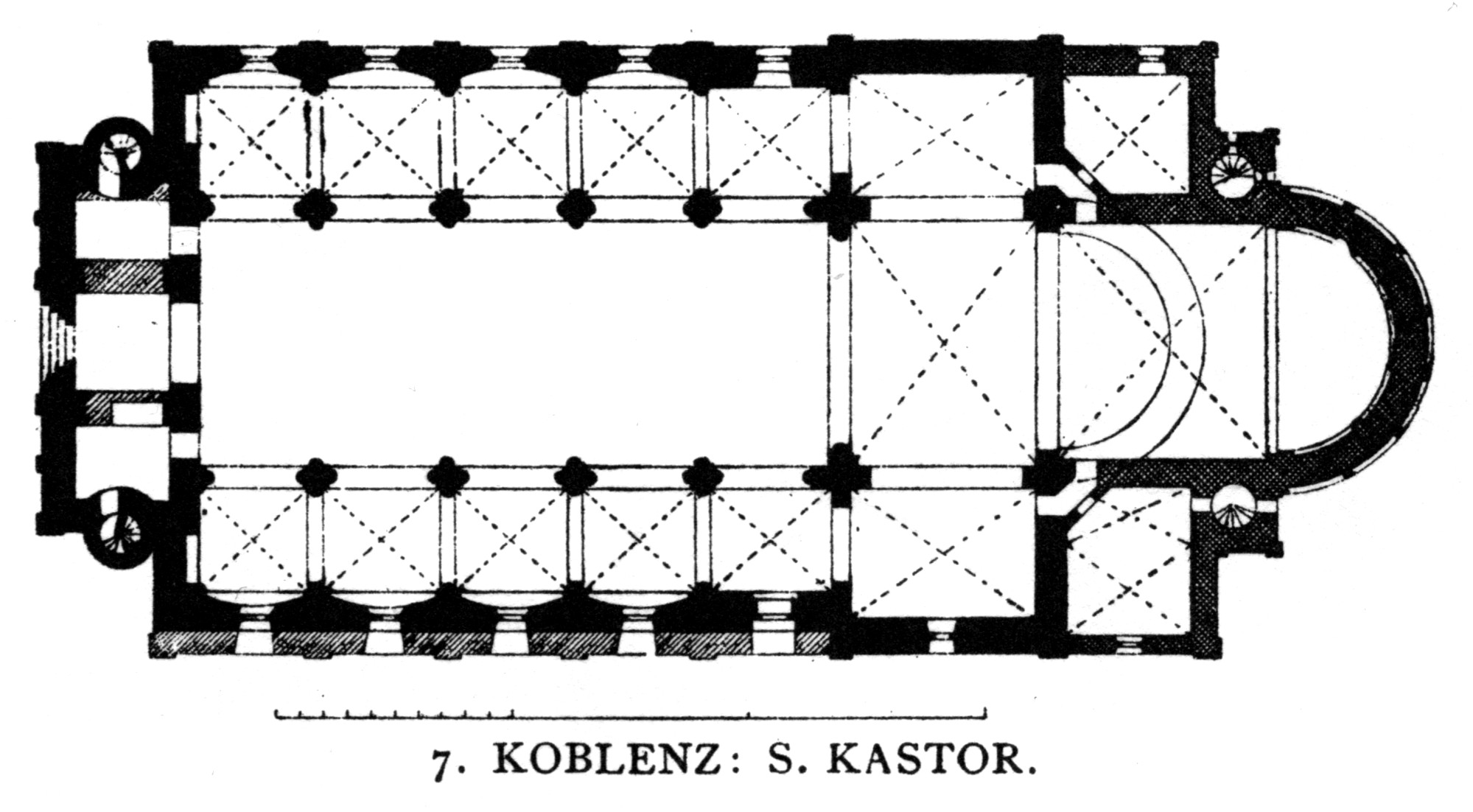
Plan de l'édifice
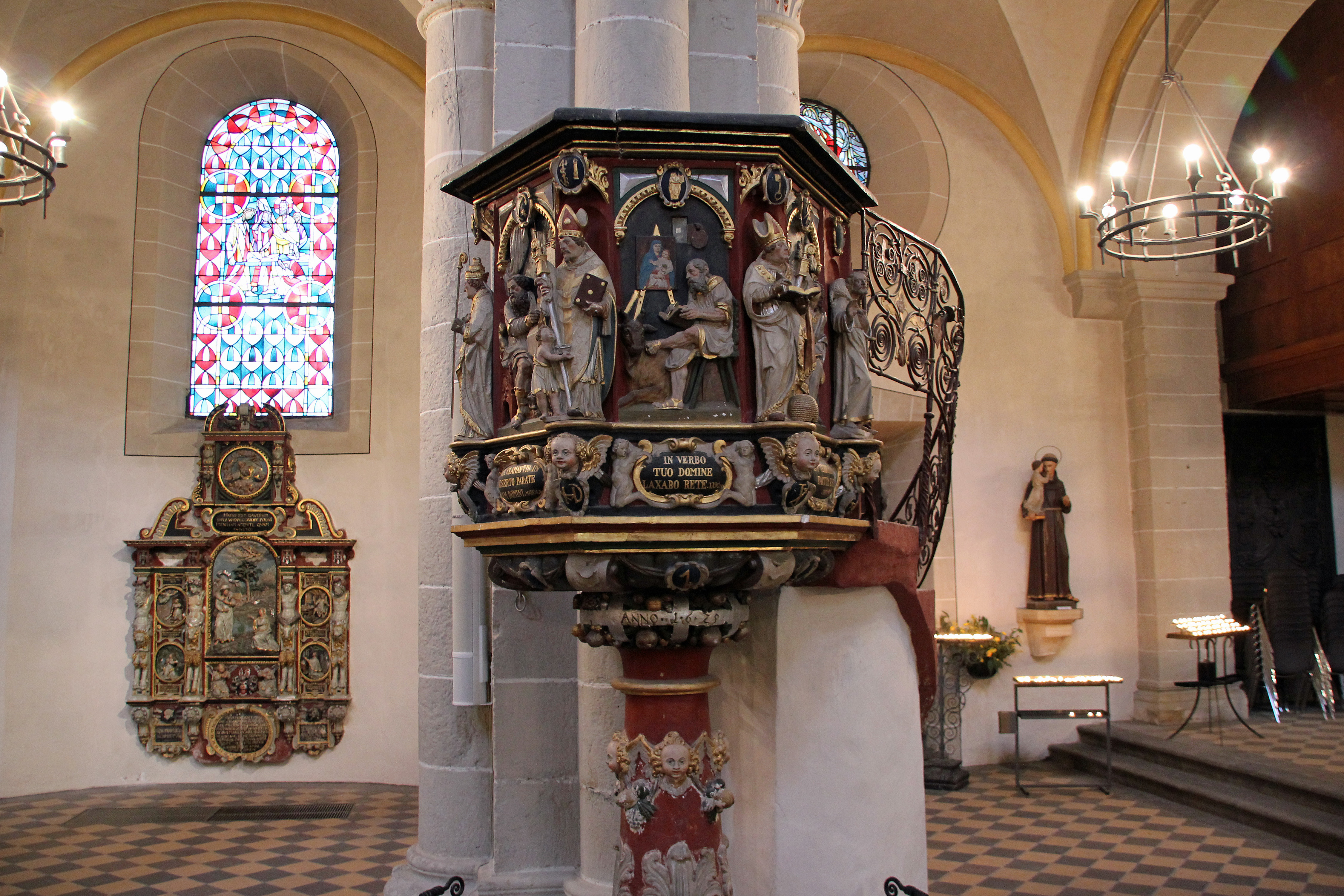
Une des chaires
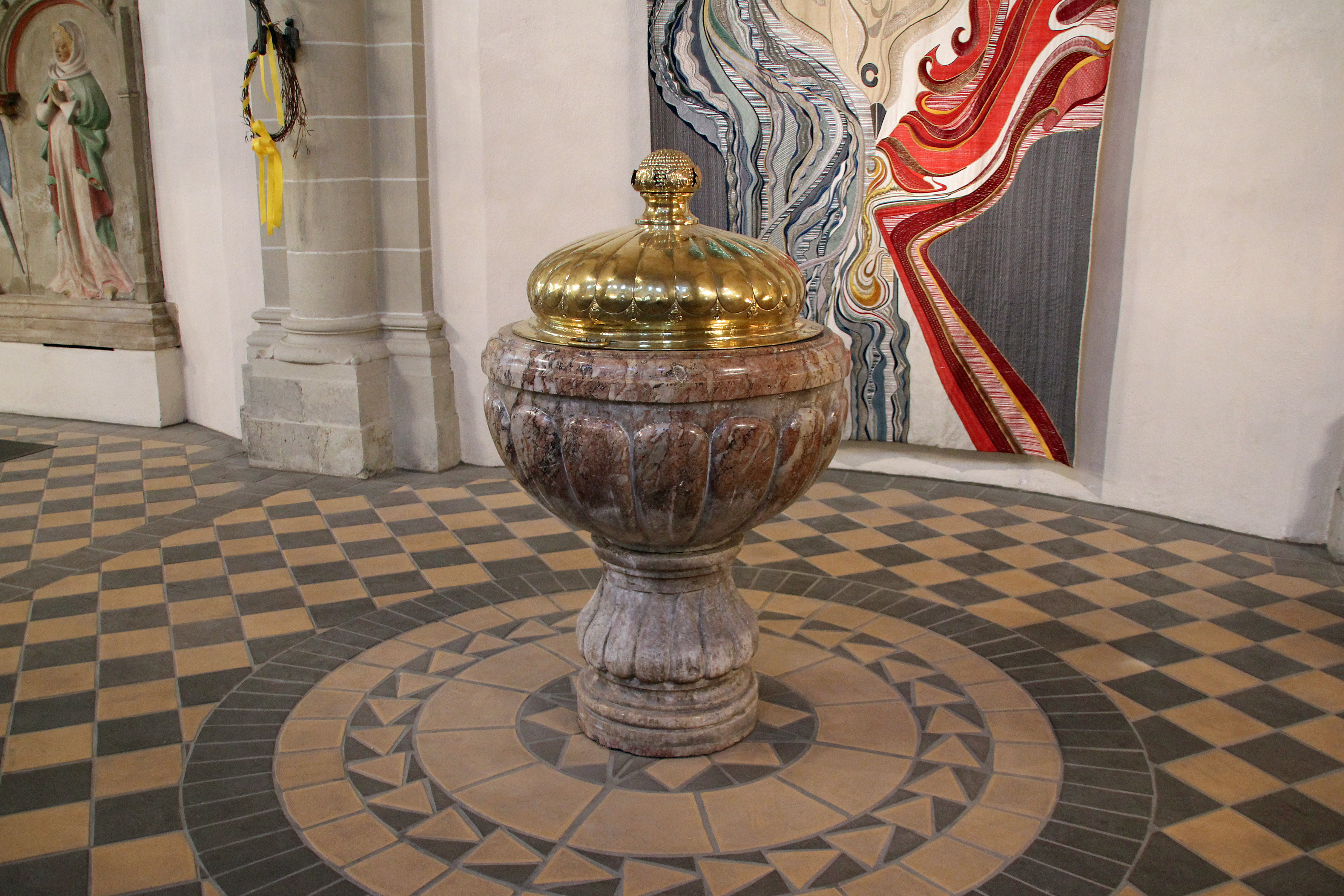
Un des fonts baptismaux

#### Les orgues
La basilique possède plusieurs orgues, dont un principal et un de chœur.

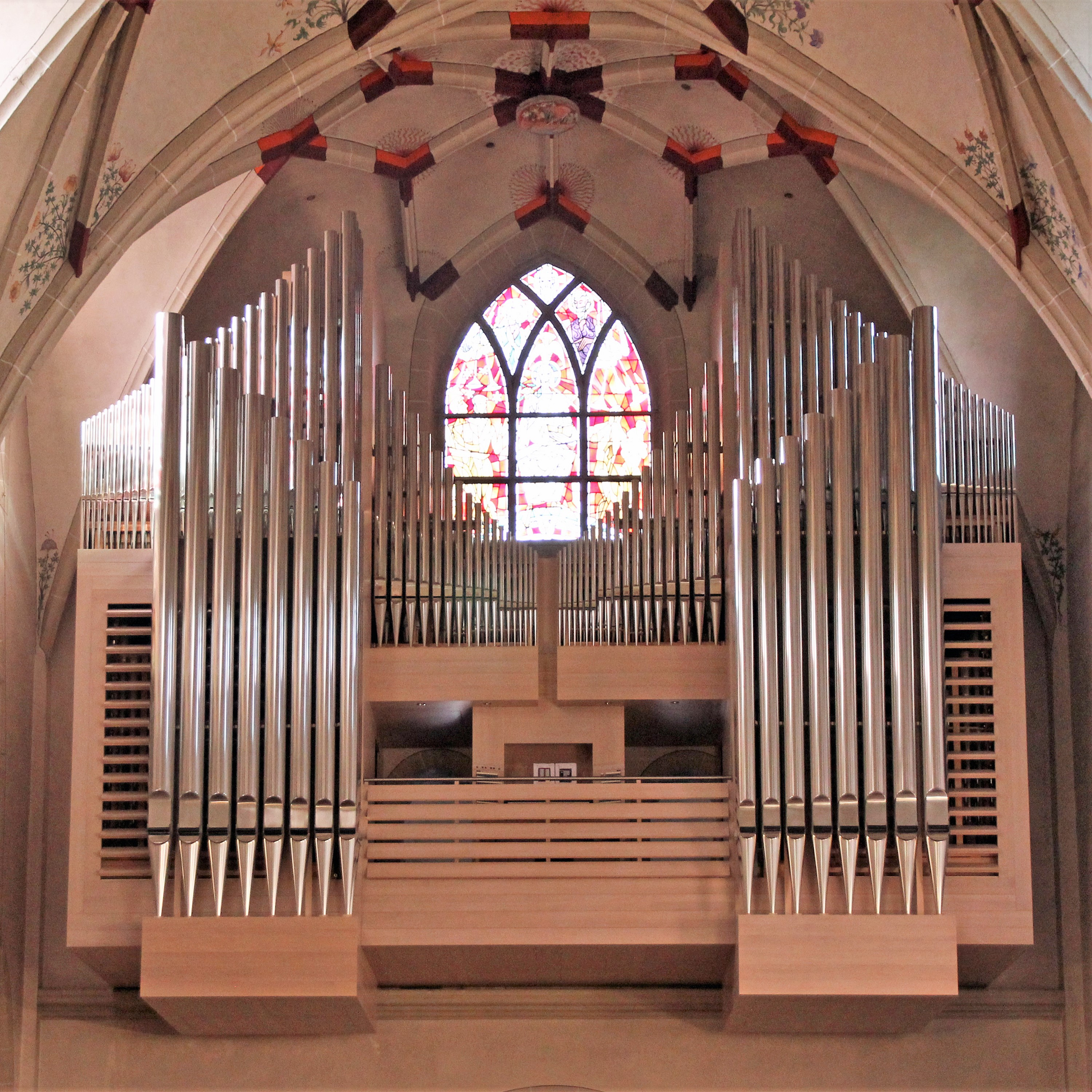
L'orgue principal
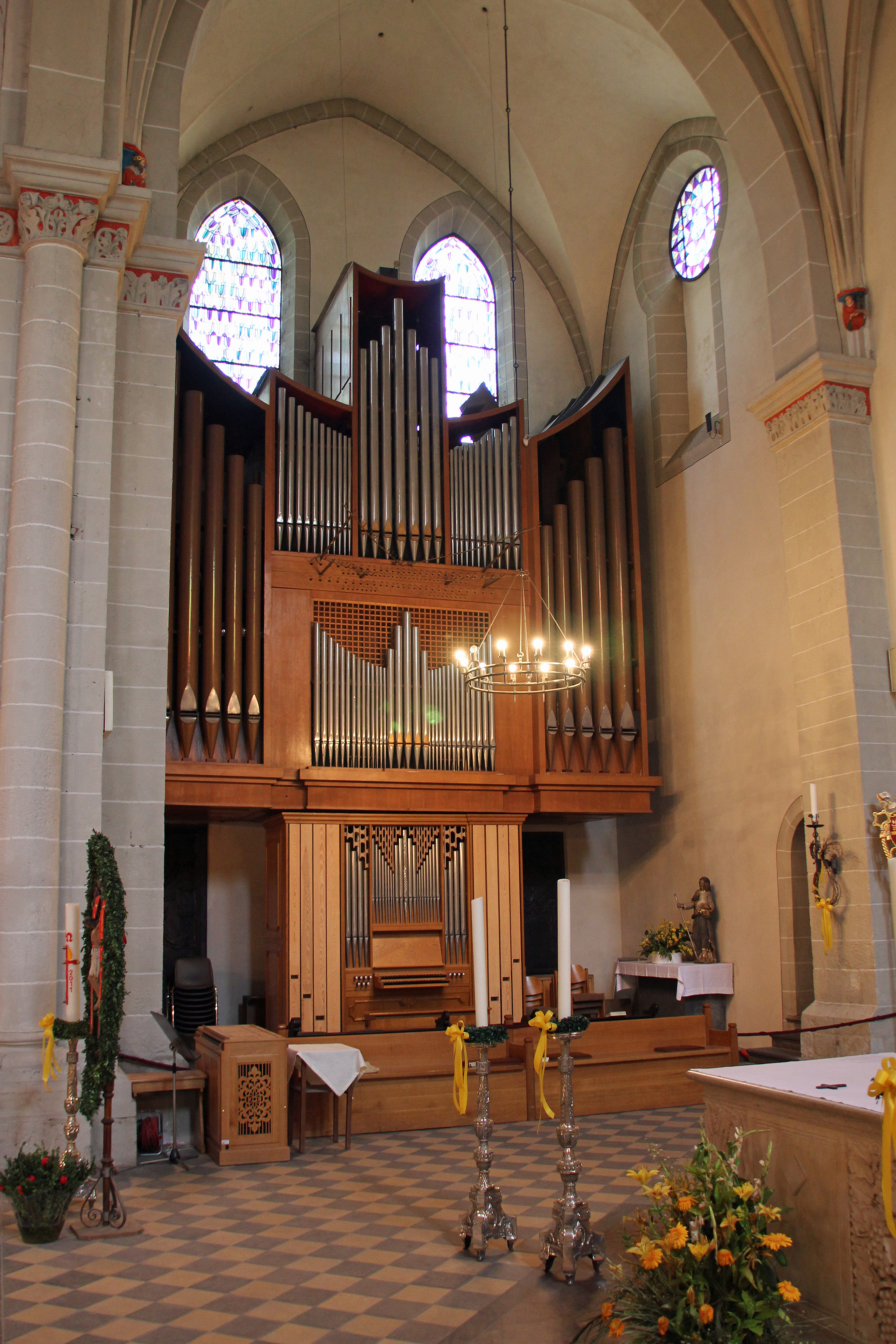
L'orgue de chœur